# Borgerplatformen
Borgerplatformen (polsk: Platforma Obywatelska) er et polsk liberalt-konservativt politisk parti. Siden parlamentsvalget i 2005 har partiet været det største oppositionsparti med 133 sæder (29%) i den polske Sejm.
Partiet blev grundlagt 19. januar 2001 af Andrzej Olechowski, Maciej Płażyński samt Donald Tusk. De to andre forlod partiet i løbet af dets første periode i parlamentet. Donald Tusk stillede op til præsidentvalget i 2005, ligesom han ved parlamentsvalget i 2007 var partiets premierministerkandidat. Ved valget fik partiet 44,2% af stemmerne.
Politisk er partiet bl.a. tilhænger af flad skat og udlicitering af sundhedsvæsenet og distancerer sig fra de katolsk-nationalistiske partier ved at være meget EU-positivt.
Małgorzata Kidawa-Błońska var partiets kandidat til Polens præsidentvalg i 2020 indtil den 15 maj, hvor hun trak sit kandidatur og Rafał Trzaskowski blev valgt som den nye kandidat. 
På europæisk plan er partiet medlem af Det Europæiske Folkeparti.